# Бубни живац
Бубни или Јакобсонов живац (лат. nervus tympanicus) је бочна грана језично-ждрелног живца, која учествује у инервацији паротидне пљувачне жлезде и слузокоже средњег уха. Он се одваја од гране језично-ждрелног живца испод југуларног отвора и одатле се простире упоље и унапред и улази у бубни канал у пирамиди слепоочне кости. Након што прође кроз овај канал, живац улази у бубну дупљу и у пределу жлеба промонторијума гради бубни живчани сплет (лат. plexus tympanicus).
Поред њега, у изградњи сплета учествују и каротикотимпанични живци из унутрашњег каротидног сплета и спојнична грана са бубним сплетом из фацијалног нерва. Бубни сплет даје гранчице за инервацију слузнице средњег уха, односно слузнице бубне дупље, мастоидних шупљина и Еустахијеве трубе.
Из горњег дела бубног сплета полази мали петрозни живац (лат. nervus petrosus minor), који пролази кроз зјап канала малог петрозног живца и доспева на предњу страну пирамиде слепоочне кости. Он се пружа преко ове стране, пролази кроз клинастопетрозну пукотину и напушта лобању и коначно се завршава у отичком ганглиону. Живац доноси ганглиону парасимпатичка влакна која иду преко ушно-слепоочног живца у паротидну жлезду.